# 泉州公交K503路
泉州公交K503路是中华人民共和国泉州市境内的一条公共交通线路，原名803路，全程43.2公里。起讫点为中信重工智慧园至温陵公交首末站，运营时间为中信重工智慧园：6:00-21:45；温陵公交首末站：6:30-23:00。

## 历史
- 2009年12月，泉州市市政公用事业局举行803路特许经营招标会。当月，由惠安县公交公司获得该线特许经营权6年
- 2010年3月22日，惠安公交百崎车队开通803路。初期运行区间为云山公交站-张坂邮电所。初期运行时间为双向6:30-19:00。初期票价¥5.0/人。使用车辆为12部大金龙XMQ6762NEG3型柴油空调公交车[1]
- 2011年初，因803路客流大幅增长，百崎车队增购4部大金龙XMQ6762NEG3，配车数增至16部。
- 2015年3月1日，应泉州市交通委关于《环泉州湾公交发展规划》的要求，惠安公交将803路更名为K503路[2]
- 2016年1月19日，因百琦车队特许经营权到期，K503路停运[3]
- 2016年1月25日，后见村临时专线开通。运行区间为后见村-群青村委。票价2元/人，使用车辆为自K902路调拨而来的6部申龙SLK6105UF63型柴油空调公交车。运行时间为群青村委6:30-17:40，后见村7:10-18:30[4][5]
- 2016年2月，泉州台商投资区公共交通发展公司（公交集团所属子公司）收购K503路[6]
- 2016年3月25日，泉州市道路运输管理处批复关于泉州公交申请的开通K503路的请示
- 2016年3月27日，台投公司开始将本批中的6部先期投入恢复K503路运营
- 2016年4月1日，后见村专线停止运营，车辆全数归还于K902路
- 2016年4月8日，K503路正式恢复运营，运营区间调整为后见村-泉州汽车站，运营时间调整为后见村：6:30-18:30；泉州汽车站：6:30-19:10。分段点调整为森林公园及五一工业区[7][8]
- 2016年5月，因K503路客流压力过大，K503路与703路互换车辆，K503路接手自703路退下的6部金旅XML6105JHEVE8C1型柴油插电式混合动力空调公交车
- 2016年6月，因K508路开通[9]，划拨K503路原有车辆至K508路，以及客流压力较大，K503路接手并更换自23路、K501路等线路退下的16部福达FZ6890UF3G3型柴油空调公交车
- 2018年5月20日，K503路开通夜班服务。末班发车时间延长至后见村21:45、泉州汽车站22:00。同时线路走向往返增加途径杏秀路[10]。并覆盖K501路途径的路段与站点，同时增加自21路、K307路退下的8部西虎QAC6100NG5-1型空调LNG公交车，配车数增至30部。[11]
- 2018年6月14日，K503路闽CYA432号车，途径黎明大学至宝珊花园区间时。因该车骆姓驾驶员突发心肌梗塞，造成该车撞向路边行道树，车头部分受损。经抢救后骆姓驾驶员宣告不治，车内乘客数人受轻微伤[12]
- 2018年6月21日，因原有票制不合理遭到大量乘客投诉，自该日起，K503路分段点由五一工业区调整为台商公交枢纽站，全程票价不变。
- 2018年6月26日，K503路接手并更换自K307路等线路退下的16部QAC6100NG5-1，原有16部FZ6890UF3G3封存
- 2018年8月7日，K503路增加自K508路调配而来的2部中车TEG6851BEV09型空调电动巴士，配车数增加至32部[13]
- 2019年9月16日，因后渚大桥东立交建成通车，海湾大道白沙路口至五一水闸段（旧线）封闭影响，K503路自该日起取消途经白沙桥头站。[14]
- 2020年1月26日，为配合惠安县交通局及台投区规划建设与交通局关于新型冠状病毒肺炎防控要求。K503路自当日14:00起暂停运行至2月16日。[15][16]
- 2020年2月17日，K503路自该日起恢复运行。
- 2021年9月13日，应台商区疫情应急指挥部要求。自当日16:30起，K503路暂停运营，恢复时间待定。[17]
- 2021年10月1日，K503路自该日起恢复运营。[18]但受杏秀路改造施工影响，自该日起K503路双向取消途径台投区管委会，改为直行滨湖南路。
- 2021年12月1日，K503路接手并更换自K19路退下的1部QAC6100NG5-1。原配6部XML6105JHEVE8C1，其中5部自该日起改为机动车辆，仅1部维持日常运营。
- 2022年3月15日，因疫情防控工作需要，K503路自该日起暂停运营至4月19日。[19]
- 2022年4月20日，K503路恢复运营。[20]
- 2022年6月，K503路增加2部自K507路划拨而来的福田BJ6851EVCA-31型空调电动巴士用以测试载客效果，K503路配车数增加至32部
- 2022年11月9日，K503路接手并更换自K507路退下的18部BJ6851EVCA-31，以及701路退下的6部TEG6851BEV09。原配24部QAC6100NG5-1退役，配车数不变。[21]
- 2022年12月30日，因泉州汽车站已停止运营，自该日起原泉州汽车站更名为温陵公交首末站，泉州汽车站北门更名为泉秀街西段站。[22]
- 2023年9月25日，因车辆已达报废年限，K503路原配6部XML6105JHEVE8C1自该日起退役封存，配车数降为26部。
- 2024年3月30日，因优化调整。K503路自该日起增加途径海城大道、海湾大道、海东路、海山大道至福厦高铁泉州东站始发终到。运营时间调整为福厦高铁泉州东站6:10-23:10、温陵公交首末站5:50-22:30，里程数由34公里增加至48.1公里，其它不变。[23]
- 2024年5月，自当月起K503路福厦高铁泉州东站首班由6:10提前至5:50发车。
- 2025年4月1日，因优化调整，K503路自起取消途径海城大道、海湾大道、海东路、海山大道、福厦高铁泉州东站，恢复至后见村始发终到。运营时间调整为后见村6:00-21:45、温陵公交首末站6:30-23:00。里程数由48.1公里降为33.9公里。同日，K503路与K15路互换车辆，K503路接手并更换自K15路置换而来的6部福田BJ6805EVCA-33型空调电动巴士，配车数不变。[24]
- 2025年4月16日，因玉山村村民反映乘车难，应台投区管委会要求，K503路自该日起增加途径海城大道、海湾大道、海张路，途径沿线招手即停。里程数由33.9公里增加至43.2公里[25]
- 2025年6月25日，因优化调整。K503路自该日起改至中信重工智慧园始发终到，运营时间、票价不变。[26]

## 站点
| 路线 | 路线 | 路线 | 所在地区、街道 | 所在地区、街道     | 站点名             | 备注                                                            |
| ---- | ---- | ---- | -------------- | ------------------ | ------------------ | --------------------------------------------------------------- |
|      |      |      | 台投区         | 海城大道           | 中信重工智慧园     | 起讫站                                                          |
|      |      |      | 台投区         | 海城大道           | 玉山村             |                                                                 |
|      |      |      | 台投区         | 海城大道           | 海城大道路口       | ↑                                                               |
|      |      |      | 台投区         | 海湾大道 228国道   | 海城大道路口       | ↓ 原名 玉山村                                                   |
|      |      |      | 台投区         | 海湾大道 228国道   | 海湾大道东一段     |                                                                 |
|      |      |      | 台投区         | 海湾大道 228国道   | 海湾大道东二段     |                                                                 |
|      |      |      | 台投区         | 海湾大道 228国道   | 海湾大道东三段     |                                                                 |
|      |      |      | 台投区         | 海湾大道 228国道   | 海湾大道东四段     |                                                                 |
|      |      |      | 台投区         | 海湾大道 228国道   | 海湾大道东五段     |                                                                 |
|      |      |      | 台投区         | 海湾大道 228国道   | 浮山村口           |                                                                 |
|      |      |      | 台投区         | 海湾大道 228国道   | 月亮湾旅游区       |                                                                 |
|      |      |      | 台投区         | 滨湖南路 S201      | 后见村             | 起讫站 本站可换乘惠安公交225路                                  |
|      |      |      | 台投区         | 滨湖南路 S201      | 玖龙纸业           |                                                                 |
|      |      |      | 台投区         | 滨湖南路 S201      | 玖龙生活区         |                                                                 |
|      |      |      | 台投区         | 玉安街 X355        | 下宫村             |                                                                 |
|      |      |      | 台投区         | 玉安街 X355        | 张坂农贸市场       |                                                                 |
|      |      |      | 台投区         | 玉安街 X355        | 张坂加油站         |                                                                 |
|      |      |      | 台投区         | 海张路             | 海张路路口         |                                                                 |
|      |      |      | 台投区         | 张经八路           | 张坂行政服务中心   |                                                                 |
|      |      |      | 台投区         | 海尾路 原 张经四路 | 惠南工业区四期     |                                                                 |
|      |      |      | 台投区         | 滨湖南路 S201      | 滨湖南路           | 樾澜山                                                          |
|      |      |      | 台投区         | 滨湖南路 S201      | 群贤村             |                                                                 |
|      |      |      | 台投区         | 滨湖南路 S201      | 玉山村路口         |                                                                 |
|      |      |      | 台投区         | 滨湖南路 S201      | 台商区医院         | 原名 玉埕华侨医院                                               |
|      |      |      | 台投区         | 滨湖南路 S201      | 埕边村             |                                                                 |
|      |      |      | 台投区         | 滨湖南路 S201      | 仑前村             |                                                                 |
|      |      |      | 台投区         | 杏秀路             | 台投区管委会       | 分段点 该站往温陵公交首末站停靠杏秀路东侧、往后见村停靠西侧站台 |
|      |      |      | 台投区         | 滨湖南路 S201      | 加坑路口           |                                                                 |
|      |      |      | 台投区         | 滨湖南路 S201      | 后海路口           |                                                                 |
|      |      |      | 台投区         | 滨湖南路 S201      | 春海路口           | 原名 通港西路中段、滨湖南路中段                                 |
|      |      |      | 台投区         | 滨湖南路 S201      | 里春村口           |                                                                 |
|      |      |      | 台投区         | 滨湖南路 S201      | 泉州丝路文化艺术馆 | 原名 百崎路口                                                   |
|      |      |      | 台投区         | 滨湖南路 S201      | 百崎路口           | 该站为后期增设                                                  |
|      |      |      | 台投区         | 滨湖南路 S201      | 五一工业区         |                                                                 |
|      |      |      | 丰泽区         | 通港东街           | 赵厝路口           |                                                                 |
|      |      |      | 丰泽区         | 通港东街           | 森林公园           | 分段点                                                          |
|      |      |      | 丰泽区         | 通港东街           | 迎宾馆路口         |                                                                 |
|      |      |      | 丰泽区         | 通港西街           | 霞露口             |                                                                 |
|      |      |      | 丰泽区         | 通港西街           | 法坊路口           | 原名 筑路机厂                                                   |
|      |      |      | 丰泽区         | 通港西街           | 宝珊花园           |                                                                 |
|      |      |      | 丰泽区         | 通港西街           | 黎明大学           |                                                                 |
|      |      |      | 丰泽区         | 通港西街           | 真武庙             | 原名 东海街道办事处                                             |
|      |      |      | 丰泽区         | 通港西街           | 现代广场           | 原名 坂头                                                       |
|      |      |      | 丰泽区         | 泉秀街             | 金帝花园           |                                                                 |
|      |      |      | 丰泽区         | 泉秀街             | 客运中心站南门     |                                                                 |
|      |      |      | 丰泽区         | 泉秀街             | 刺桐路口           |                                                                 |
|      |      |      | 丰泽区         | 泉秀街             | 浦西路口           | 原名 海峡银行                                                   |
|      |      |      | 丰泽区         | 泉秀街             | 泉秀街西段         | ↑ 原名 泉州汽车站北门                                           |
|      |      |      | 丰泽区         | 温陵南路           | 温陵公交首末站     | 起讫站 原名 泉州汽车站                                          |

## 票价
K503路为分段计价，全程¥5.0。其中：
- 温陵公交首末站至赵厝路口：1元/人
- 赵厝路口至台投区管委会：2元/人
- 台投区管委会至中信重工智慧园：2元/人
- 泉通卡普通卡9折，月票卡优惠无效。敬老卡、爱心卡有效
- 可使用泉城通APP及支付宝、云闪付、微信乘车码支付

## 配车
K503路配车数总计26部，其中：
- 福田BJ6851EVCA-31  20部
- BJ6805EVCA-33  6部

- 大金龙XMQ6762NEG3
（2010.3 - 2016.1、2016.4-2016.6）
- 福达FZ6890UF3G3
（2016.6 - 2018.6）
- 金旅XML6105JHEVE8C1
（2016.5 - 2023.9）
- 西虎QCA6100NG5-1
（2018.5 - 2022.11）
- 中车时代TEG6851BEV09
（2018.8 - 2020.1 / 2022.11 - 2025.4）
- 福田BJ6851EVCA-31
（2022.6 - ）
- 福田BJ6805EVCA-33
（2025.4 - ）

## 相关
- 泉州公交线路列表
- 泉州公交K501路